# رگنار ثورهالسون
رگنار ثورهالسون (ایسلندی: Ragnar Þórhallsson؛ زادهٔ ۶ مارس ۱۹۸۷) نوازندۀ گیتار، خواننده-ترانه‌پرداز و موسیقی‌دان اهل ایسلند و عضو گروه آو مانتسرز اند من است. وی از سال ۲۰۰۹ میلادی تاکنون مشغول فعالیت بوده‌است.
از فیلم‌ها یا مجموعه‌های تلویزیونی که وی در آن‌ها نقش داشته‌است، می‌توان به در اشاره نمود.